# Cournon
Cournon (Kornon trong tiếng Bretagne) là một xã ở tỉnh Morbihan trong vùng Bretagne tây bắc Pháp. Xã này có diện tích 10,87 km², dân số năm 1999 là 632 người. Khu vực này có độ cao từ 1-87 mét trên mực nước biển.
Cư dân của Cournon danh xưng trong tiếng Pháp là Cournonnais.